# Synkretisk politik
Synkretisk politik kombinerar politiska inslag från olika delar av den konventionella vänster–höger-skalan. Idén om synkretisk politik har influerats av synkretism och synkretisk religion. Den främsta idén med synkretisk politik grundar sig på att inta "neutrala" politiska positioner genom att kombinera element associerade med både vänster och höger, för att på detta sätt uppnå försoning i samhället. Ett närbesläktat begrepp är triangulering.
Ett liknande sätt att närma sig politiska problemformuleringar framfördes i en studie från 2019 med titeln "Limbic Ideological Dimension: A brief description", som syftar till att införa en "limbisk dimension" i vänster–höger-skalan genom att koppla samman detta befintliga spektrum med Ned Herrmanns psykologiska utgångspunkt gällande den mänskliga hjärnan. Avsikten med denna limbiska kategorisering var just att kombinera politiska inslag från höger och vänster.

## Historiska exempel

### Spanien
De spanska falangisterna profilerade sig själva som förespråkare av synkretiska idéer, även om partiet generellt sett brukar beskrivas som högerextremt. De gick till angrepp såväl vänsterut som högerut och betraktade de två traditionella politiska huvudlägren som sina "fiender". Falangistpartiet förkastade dessa beteckningar och förordade istället en tredje position. Trots detta var falangisterna under spanska inbördeskriget allierade med den nationalistiska högersidan.

### Argentina
Under kalla krigets mest intensiva period definierade Argentinas tidigare president Juan Perón (1946–1955; 1973–1974) sin doktrin peronismen som en ”tredje position” mellan kommunism och kapitalism, vilket var en hållning som då utgjorde en förebild för Alliansfria rörelsen.

### USA
Inom de amerikanska Demokraterna ansluter sig den synkretiska tredje vägens anhängare till ekonomisk konservatism i högre utsträckning än vad traditionella socialliberaler gör, och strävar i viss mån efter att ersätta bidrag med arbetskraft i högre utsträckning. De är i vissa fall även mer positiva till marknadslösningar på olika samhällsproblem (t.ex. angående utsläppshandel) samtidigt som de avvisar en renodlad laissez-faire-ekonomi och andra libertarianska positioner. Denna typ av styrelsesätt antogs tydligt, och omdefinierades även till viss del, under Bill Clintons presidentskap.
Statsvetaren Stephen Skowronek introducerade termen "Third Way" i amerikansk presidentpolitik. Sådana presidenter underminerar, enligt Skowronek, oppositionen, genom att låna politiska förslag ifrån dem. Detta är i sin tur ett försök att "erövra mitten", för att på så sätt uppnå politisk dominans i landet. Tekniken kallas triangulering – något som användes av Bill Clinton och andra representanter för fenomenet New Democrats. Dessa politiker försökte röra sig bort från Demokraternas rykte som ett New Deal-orienterat parti, och de triangulerade Republikanerna som ett svar på förändringarna i den amerikanska väljarkåren under 1980-talet. Genom denna strategi tog Clinton över politiska utgångspunkter som vanligen är associerade med Republikanska partiet, såsom ekonomisk konservatism, avregleringar samt en mer långtgående politik för lag och ordning. I ett känt tal från 1996 uttryckte Clinton att "den stora statens tid är över".

### Storbritannien
I Storbritannien var framväxten av New Labour under Tony Blairs och Gordon Browns regeringsperioder ett exempel på en synkretisk tredje väg[källa behövs], som kombinerade ekonomiskt nyliberal politik (vars främsta kännetecken var privatisering av banker) med socialt progressiv politik.
Även i Konservativa partiet har det förekommit strävan till att förena partiets traditionella politik med annars typiskt vänsterorienterade ståndpunkter. Denna social- och nationalkonservativa rörelse går under namnet one-nation conservatism och dess anhängare benämns med det till synes oxymoroniska namnet "Tory-demokrater". Grundaren till rörelsen anses vara Benjamin Disraeli (1804–1881). I modern tid har den företrätts av David Cameron och Theresa May.